# 黄世燮
黄世燮，中华人民共和国政治人物、外交官。
1982年，接替谷小波担任中华人民共和国驻约旦大使。1985年，由张真接任。